# Comoliopsis
Comoliopsis là chi thực vật có hoa trong họ Mua.